# Nieuw-Guinese kaneelral
De Nieuw-Guinese kaneelral (Rallicula rubra, synoniem: Rallina rubra) is een vogel uit de familie van de Sarothruridae (Pluisstaartrallen).

## Verspreiding en leefgebied
Deze soort is endemisch in Nieuw-Guinea en telt twee ondersoorten:
- R. r. rubra: Arfakgebergte (noordwestelijk Nieuw-Guinea).
- R. r. klossi: het westelijke deel van Centraal-Nieuw-Guinea.